# Antoine Deléglise
Antoine Deléglise, né le 11 juin 1856 à Saint-Jean-de-Maurienne (Savoie) et décédé le 4 septembre 1917 à Paris, est un homme politique français.

## Biographie
Avoué à Saint-Jean-de-Maurienne, il est conseiller municipal et conseiller général. Il est député de la Savoie de 1902 à 1917, siégeant au groupe Radical-socialiste. Il s'intéresse surtout à la législation fiscale et aux travaux publics.
Il fonde le journal Le Progrès de la Savoie auquel s'opposera le chanoine Adolphe Gros, notamment à travers la création de L'Écho de Maurienne.